# コガタブチサンショウウオ
コガタブチサンショウウオ (Hynobius stejnegeri) は、両生綱有尾目サンショウウオ科サンショウウオ属に分類される有尾類。

## 分布
日本（佐賀県・長崎県を除く九州）固有種。
九州北部ではチクシブチサンショウウオHynobius oyamaiと、九州中南部ではソボサンショウウオH. shinichisatoiやベッコウサンショウウオと同所的に分布する。

## 形態
頭胴長5.1 - 7.2センチメートル。背面の色彩は赤紫色や暗褐色で、白や茶白色の斑紋が入る。体側面や腹面に白い斑紋が入る。

## 分類
以前はブチサンショウウオが、本州西部・四国・九州の広域に分布する種とされていた。一方でブチサンショウウオには形態・分子系統解析から区別できる2群に分けられるという複数の説もあり、2008年にこのうち中部地方から近畿地方・四国・九州に分布するGroup B（Type BやGroup IIともされていた）を、ブチサンショウウオの亜種として記載されたもののシノニムとされていたH. yatsuiを復活させ、独立種とする説が提唱された（Group Aとされる狭義のブチサンショウウオは、当時の分類では中国地方と九州北部にのみ分布する＜後にさらに分割された＞）。H. yatsuiの種小名yatsuiは谷津直秀への献名。
近年の調査によりベッコウサンショウウオの学名とされていたH. stejnegeriの模式標本が、実際にはベッコウサンショウウオではなく本種であることが判明した。これに伴い2017年に本種の学名をH. stejnegeriとする説が提唱され、H. yatsuiはシノニムとなった。
2019年に本種の中部地方から近畿地方個体群がマホロバサンショウウオH. guttatus、四国個体群がイヨシマサンショウウオH. kuishiensisおよびツルギサンショウウオH. tsurugiensisとして新種記載・分割された。

## 生態
幼生は卵黄のみを消費して成長する。
繁殖様式は卵生。4 - 5月に伏流水内に卵を産む。幼生は孵化した年の夏季に変態し、幼体になる。

## 人間との関係
林道・ダム建設・森林伐採・堤・観光地開発による生息地の破壊、ペット用の採集およびそれによる繁殖地の破壊などによる影響が懸念されている。
絶滅危惧II類 (VU)（環境省レッドリスト）